# Wyspy Salomona na Mistrzostwach Świata w Lekkoatletyce 2009
Wyspy Salomona na Mistrzostwach Świata w Lekkoatletyce 2009 reprezentowane były przez dwoje zawodników – jedną kobietę i jednego mężczyznę.

## Zawodnicy

### Bieg na 100 m mężczyzn
| Zawodnik   | Konkurencja | Eliminacje    | Eliminacje | Ćwierćfinały  | Ćwierćfinały  | Półfinały     | Półfinały     | Finał         | Finał         |
| Zawodnik   | Konkurencja | Czas          | Miejsce    | Czas          | Miejsce       | Czas          | Miejsce       | Czas          | Miejsce       |
| ---------- | ----------- | ------------- | ---------- | ------------- | ------------- | ------------- | ------------- | ------------- | ------------- |
| Jack Iroga | 100 m       | 10,98 sek. SB | 69.        | Nie awansował | Nie awansował | Nie awansował | Nie awansował | Nie awansował | Nie awansował |

### Bieg na 100 m kobiet
| Zawodniczka    | Konkurencja | Eliminacje    | Eliminacje | Ćwierćfinały   | Ćwierćfinały   | Półfinały      | Półfinały      | Finał          | Finał          |
| Zawodniczka    | Konkurencja | Czas          | Miejsce    | Czas           | Miejsce        | Czas           | Miejsce        | Czas           | Miejsce        |
| -------------- | ----------- | ------------- | ---------- | -------------- | -------------- | -------------- | -------------- | -------------- | -------------- |
| Pauline Kwalea | 100 m       | 13,67 sek. SB | 55.        | Nie awansowała | Nie awansowała | Nie awansowała | Nie awansowała | Nie awansowała | Nie awansowała |